# Palel
Palel é uma cidade no distrito de Thoubal, Manipur, Índia.

## Geografia
Está localizada em 24° 27′ 00″ N, 94° 02′ 00″ L com uma elevação de 830 m acima do nível médio do mar.

## Localização
A rodovia National Highway 39 passa por Palel. Ela passa por um vilarejo chamado Bijoypur.